# Rhyticeros undulatus
Rhyticeros undulatus е вид птица от семейство Носорогови птици (Bucerotidae).

## Разпространение
Видът е разпространен в Бангладеш, Бутан, Бруней, Виетнам, Индия, Индонезия, Камбоджа, Лаос, Малайзия, Мианмар и Тайланд.